# Bisdom Concordia

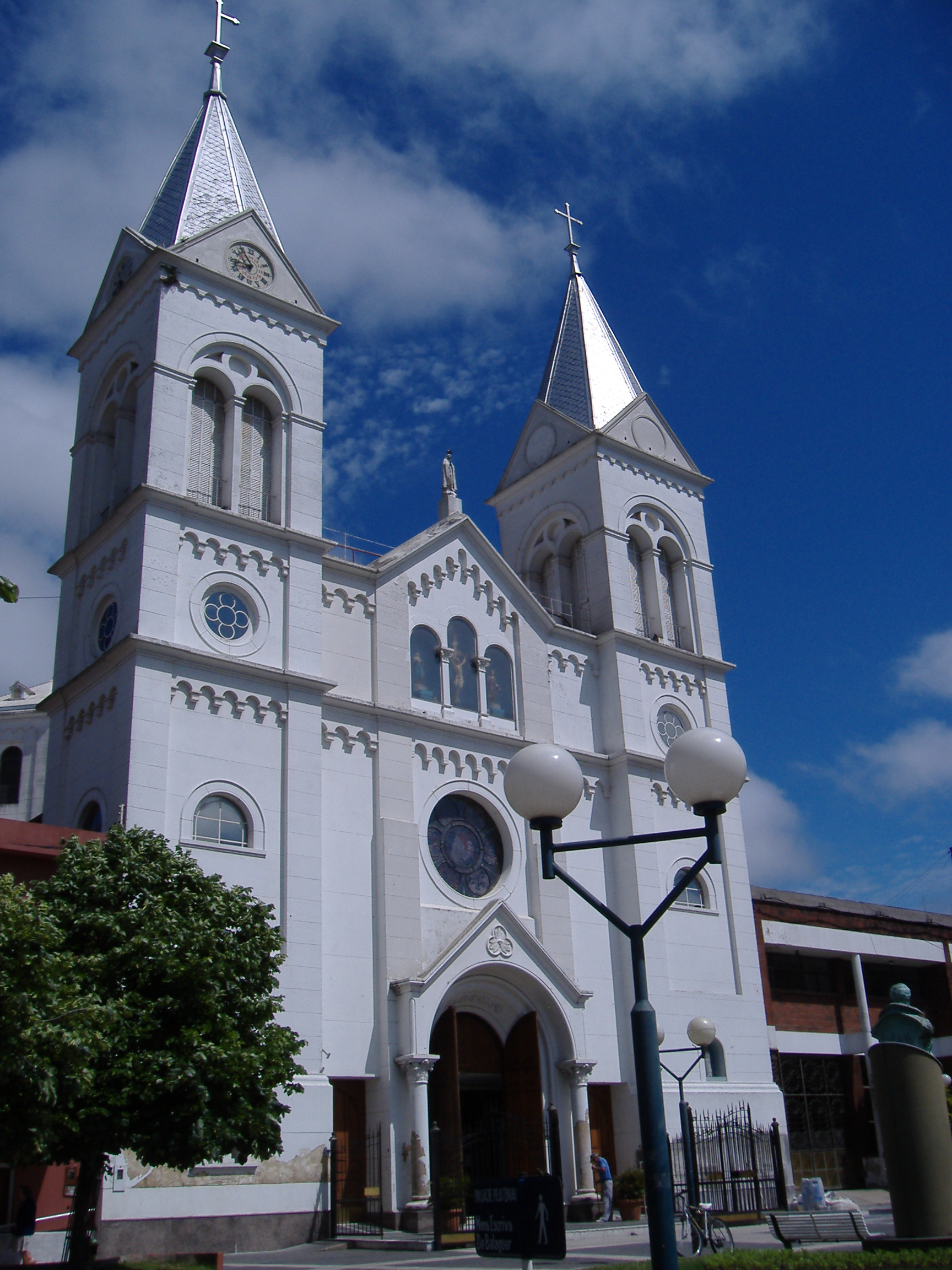
De kathedraal van Concordia

Het bisdom Concordia (Latijn: Dioecesis Foroconcordiana) is een rooms-katholiek bisdom met als zetel Concordia in Argentinië. Het bisdom is suffragaan aan het aartsbisdom Paraná. Het bisdom werd opgericht in 1961.
In 2021 telde het bisdom 30 parochies. Het bisdom heeft een oppervlakte van 15.000 km² en telde in 2021 322.000 inwoners waarvan 90,2% rooms-katholiek waren. 

## Bisschoppen
- Ricardo Rösch (1961-1976)
- Adolfo Gerstner (1977-1998)
- Héctor Sabatino Cardelli (1998-2004)
- Luis Armando Collazuol (2004-)

Paraná (aartsbisdom) · Concordia · Gualeguaychú